# خلية بيضية
الخلية البيضية (بالإنجليزية: oocyte)، هي خلية تناسلية متخصصة بالتكاثر الجنسي، تحمل عدداً فَردانياً من الصبغيات، تتحد وعروساً أخرى لتكوّن بيضة مخصبة ضِعفَانِية العدد الصبغي، ينتهي تقسمها وتناميها إلى فرد كامل. ينتج من الأعراس الأنثوية والذكرية، عامةً، فردان ينتميان إلى النوع نفسه، ونادراً ما تتشكل من الفرد نفسه، الذي يكون عندها خُنثَى hermaphrodite.
أنماط الأعراس:
تكون العروس الأنثوية عامةً كروية، كبيرة الحجم، ومشحونة بالمواد المدخرة، وغير متحركة، وتسمى البيضَة ovule في عالم الحيوان، وبويضة كروية oosphère في عالم النبات، بينما تكون العروس الذكرية أصغر حجماً، وتقتصر تقريباً على النواة، وتتنقل بفضل ذيل أو عدد من السِّياط، وتسمى نطفة spermatozoïde في عالم الحيوان، وanthérozoïde في عالم النبات. لكن هذا التمييز بين الأعراس الذكرية الأنثوية ليس شاملاً، فقد تتشابه الأعراس في شكلها، ويمكن القول عموماً إن الأعراس تكون متماثلة أو غير متماثلة.
الأعراس المتماثلة: تكون متماثلة في حجمها وبنيتها وسلوكها، وتحقق طريقة إخصاب خاصة بالنباتات تسمى الإلقاح المتماثل isogamie. لكن على الرغم من تماثلها الشكلي يختلف بعضها عن بعض من الناحية الفيزيولوجية أو الكيميائية، ويلاحظ هذا النمط من الإخصاب عند الطحالب السُّمْر أو الطحالب الخُضْر أوعند الفطريات البيضية.
الشكل (1) نماذج من الأعراس المتماثلة والمتباينة
الأعراس غير المتباينة: ويختلف بعضها عن بعض في حجمها وبنيتها وحركتها، وتكون هذه الاختلافات إما طفيفة أو شديدة، وعندما يكون عدم الاختلاف كبيراً يُمَيَّزُ بين أعراس كبيرة هي الأعراس الأنثوية التي تكون متحركة أو غير متحركة، وأعراس صغيرة هي الأعراس الذكرية الشكل (1).
تترافق هذه الاختلافات في الأعراس بتنوع في نمط الإخصاب عند بعض الطُحْلُبِيّات السُّمر، أو الخضر، ويتم الإخصاب بين عروسين متحركين يختلفان في أبعادهما وحسب، ويسمى ذلك بالإلقاح المتباين hétérogamie، أما عندما تفقد العروس الأنثوية حركتها فيتم الإلقاح البيضي oogamie. ويُمَيِّز هذا النمط من الإخصاب نباتَ الفَوْقَس Focus من الطُحلُبيَّات السمر، والبَرْيَوِيَات[ر] Bryophytes، والتَريدِيَّات Ptéridophytes، والسيكاسيات Cycadales، ونبات الجنكو Ginkgo، من عريانات البذور Gymnosperms، وجميع الحيوانات التوالي، وبعض الحيوانات الأوالي.
وثمة مظهر آخر للإخصاب يتم عند عريانات البذور الأكثر تطوراً (الصنوبريات Conifères، وغمديات البذور Gnétales)، وعند مغلفات البذور Angiosperms، إذ يجب على العروس الذكرية التي فقدت حركتها أن تُنقَل بوساطة أنبوب حبة الطلع الناضجة، فتعبر نسجاً مختلفة لتصل إلى العروس الأنثوية، ويُطْلَقُ على هذا النمط من الإخصاب، الإلقاح الأنبوبي siphonogamie.
أما عند الفطريات الزيجية Zygomycètes فيجري الإلقاح مختلفاً ومعقداً، إذ تنفصل البُنَى التناسلية عن جسم الفطر، لتشكل حواجز septa، مكونة أكياساً عروسية. ثم تنصهر جدران التماس بين اثنين من هذه البنى عديدات النوى، لتشكل الأكياس الزيجية zygosporocystes، وتتحد الأعراس فردانية العدد الصبغي، لتعطي البيضة المخصبة ضعفانية العدد الصبغي. وفي الفطريات أنماط أخرى للإخصاب أكثر تعقيداً. وهناك كثيرٌ من التنوع والتعقيد في عملية الإخصاب عند الأوليات[ر] Protistes.
منشأ الأعراس الحيوانية
تكون الخلايا التناسلية الأولى، التي ستعطي الأعراس، متشابهة في الجنسين تشابهاً كبيراً. ويمكن القول، عموماً، إن هذه الخلايا تكون أيضاً مشابهة لبقية خلايا الجسم، ولا يطرأ عليها أي ضرب من ضروب التمايز؛ لكن منذ بداية تَكَوُّن الفرد في الحيوانات التوالي Métazoaires تنعزل مجموعة من الخلايا تسمى السلالة المُنْشِئة هي التي تشكل الأعراس. وتتكون هذه السلالة من خلايا شاملةَ الإمكانية، تشكل ما يسمى بالخلايا المنشئة germen، بينما تشكل باقي خلايا الفرد التي تتمايز لتشكل خلايا الجسم، أو ما يسمى بالجسد soma. ويبدو الانعزال المبكر للخلايا المنشئة عن الجسد، واضحاً جداً في بعض الحيوانات مثل الصَفَر(الأسكاريس) والحشرات والفقاريات. ولكن قد تتمايز الخلايا المنشئة، في حيوانات أخرى مثل الإسفنجيات والبلاناريا، بدءاً من خلايا عادية كخلايا النسيج المتوسط (الميزانشيم) مثلاً.
ولا تُعَد السلالة المنشئة خاصة مشتركة بين جميع الكائنات كثيرات الخلايا، فهي غير معروفة عند النباتات، إذ تتكون الخلايا التناسلية عند باديات الزهر مثلاً من خلايا ميريستيمية غير متمايزة.
تكَوُّن الأعراس الحيوانية
تعد هذه المرحلة الخطوة الأولى في تاريخ تشكل الفرد. وتَمُرّ الأعراس، خلال هذه المرحلة بثلاثة أدوار هي: دور التكثير، ودور النمو، ودور النضج. فالخلايا المنشِئَة تهاجر إلى منطقة المناسل المستقبلية، وتتوضع هذه الخلايا لدى الذَّكر في الخصية، وتشكل المَنْسَلِيَّةَ المنوية spermatogonie، وتتوضع لدى الأنثى في المبيض، وتشكل المنسليات البيضية ovogonie؛ وتكون كلها ضعفانية العدد الصبغي. ففي دور التكثير، تنقسم هذه الخلايا سريعاً بالانقسام الخلوي[ر] الخيطي، وتؤدي إلى ازدياد عدد الخلايا التناسلية الأولية ازدياداً مرموقاً. وهكذا تتحول المنسليات المنوية إلى خلايا نُطفِيَّة spermatocytes، والمنسليات البيضية إلى خلايا بيضية ovocytes، لتدخل بذلك في دور النمو.
ويكون دور النمو قصيراً فيما يتعلق بالخلية النطفية، ولا تكون الزيادة الحجمية كبيرة، تتحول الخلية النطفية بعدها إلى خلية نطفية من الدرجة الأولى. وعلى عكس ذلك تماماً، تكون مدة هذا الدور طويلة بالنسبة للخلية البيضية، التي يزداد حجمها كثيراً، وتتحول بعدها إلى خلية بيضية من الدرجة الأولى.
وفي دور النضج؛ تخضع الخلية النطفية من الدرجة الأولى والخلية البيضية من الدرجة الأولى إلى نمط خاص من الانقسام الخلوي هو الانقسام الاختزالي (المُنَصِّف) méiose، الذي يؤدي إلى اختزال عدد الصِّبغيات إلى النصف.
يجري في الانقسام الاختزالي انقسامان: في الانقسام الأول تخضع الخلية المنوية من الدرجة الأولى (2ن) إلى انقسام اختزالي، وتعطي خليتين تشكلان الخلايا النطفية من الدرجة الثانية التي تحمل العدد (ن) من الصبغيات، في حين تبقى الخلية البيضية من الدرجة الأولى في الطور الأول من الانقسام الاختزالي الأول حتى مرحلة الإباضة أو الإخصاب. وعند الإخصاب، ينتج عن هذا الانقسام خليتان تمتلكان العدد ن من الصبغيات، ولكن بأبعاد غير متساوية، إحداهما هي الخلية البيضية من الدرجة الثانية، والأخرى هي الكريه القطبية الأولى التي تكون صغيرة الحجم. أما في الخصية، فيعقب هذا الانقسام مباشرة الانقسام الاختزالي الثاني، وتنقسم الخلية النطفية من الدرجة الثانية إلى خليتين متشابهتين فتشكل أرومة النطفة spermatide العدد (ن) ذاته من الصبغيات، وتخضع كل واحدة منهما إلى تمايز سيتوبلاسمي، وتعطي النطاف العدد الصبغي (ن) ذاته، في حين تعطي الخلية البيضية من الدرجة الثانية أرومة البيضة ovotide العدد (ن) ذاته من الصبغيات، وكرية قطبية ثانية ذات العدد (ن) ذاته من الصبغيات ولكنها تكون مجردة تقريباً من السيتوبلاسما، وتنقسم الكرية القطبية الأولى أحياناً لتعطي كريتين قطبيتين العدد (ن) ذاته من الصبغيات أيضاً. وأخيراً تعطي أرومةُ البيضة البُيَيضَةَ ovule العدد (ن) ذاته من الصبغيات. وبالنتيجة، تؤدي عملية تكوُّن الأعراس إلى تشكُّل أربع خلايا (أربع نطف، أو بييضة وثلاث كريات قطبية) تحمل جميعها العدد (ن) من الصبغيات، الشكل (2).
الشكل (2) تشكل الأعراس/أ- تشكل العروس الذكرية ب- تشكل العروس الأنثوية
تجري عملية تكَوُّن النطاف والبيوض وفقاً للمخطط نفسه، وتتماثل آليات الانقسام الاختزالي في كلا الجنسين، ويؤدي هذا الانقسام إلى اختزال عدد الصبغيات إلى نصفها، أي يتحول العدد الصبغي الضعفاني إلى عدد فرداني تمهيداً لحدوث الإخصاب، الذي يعيد العدد الصبغي إلى وضعه الضعفاني. كما يمثل الانقسام الاختزالي ضرورة يجب أن تسبق الإخصاب لأن ظاهرة التنصيف الصبغي تحدد مجموعة الجينات التي ستقوم بعملها خلال مراحل تشكل الفرد.
يجري تشكل النطاف دون توقف بين المراحل المختلفة المتتالية، بينما تتكون البيوض ببطء، مع انقطاعات تكون أحياناً طويلة، قد تصل إلى سنوات عدة. وثمة اختلاف أساسي في تطور السيتوبلاسما الذي يتم في كل من الخلايا النطفية والخلايا البيضية يُحَوِّل كل منهما إلى عنصر تناسلي وظيفي، إن التمايز السيتوبلاسمي الذي يصيب الخلايا النطفية يكون أقل أهمية من تمايز سيتوبلاسما الخلية البيضية، فتتخلص أرومات النطاف من كل سيتوبلاسماها تقريباً، وتتحول إلى نطاف قادرة على القيام بحركات نشيطة تُمَكِّنها من الوصول إلى البيضة لتخصبها. وعلى عكس ذلك، تخضع الخلية البيضية إلى نمو طويل ومهم، إذ يذهب الجزء الأكبر من السيتوبلاسما إلى خلية واحدة هي البييضة، فتحتفظ بالمادة التي كانت قد ادخرتها في دور النمو، ليتم تحويلها في أثناء مراحل التشكل الأولى إلى البنى المختلفة التي يتألف منها جسم الجنين، أو إلى طاقة يكون الجنين في حاجة لها في أثناء هذه المراحل.
تَكَوُّن النطاف الحيوانية: تَتَكَوَّن النطاف في الخصية. وتجري هذه العملية، في الثدييات، داخل الأنبوب المنوي، وفي المستوى نفسه، بدءاً من محيط الأنبوب وفي اتجاه تجويفه المركزي، فتتحرر في لمعة الأنبوب أعداد هائلة من النطاف الناضجة التي تظهر على شكل تجمُّعات.
تمتلك الخلية المنوية من الدرجة الثانية نواة ضخمة، قليلة التلون، وتحتوي على العديد من النُويَّات، وتبدي النواة مظهراً متجانساً ينتج من دنا DNA في حالة الراحة. وتحتوي السيتوبلاسما على العناصر المعروفة في الخلية: الكوندريات والفجوات، والجسيم الذاتي idiosome الذي يتكون من تجمع الجسيمات المشتبكة dictyosomes لجهاز غولجي التي تطوق المريكزان centrioles. تفرز هذه الجسيمات عدداً كبيراً من الحويصلات التي تتشكل داخلها حبيبات يؤدي انصهارها إلى تشكل الجسيم الطرفي acrosome، الذي يتوضع إلى محاذاة النواة؛ ثم يهاجر المريكزان المحاطان بالجسيم الذاتي، فيتوضع أحدهما بمحاذاة النواة، ويسمى بالمُرَيْكِز القريب، ويهاجر الآخر بعيداً عن النواة ويعطي المريكز البعيد.
ولكي تتحول النطفة إلى نطفة ناضجة تخضع إلى إعادة تنظيم جذرية لمكوناتها الخلوية، ويغطي الجسيم الطرفي الناحية العلوية من النواة، وتتخلَّص النواة ـ شأنها في ذلك شأن بقية أجزاء النطفة ـ من معظم البلاسما النووية، التي كانت ستشكل عبئاً إضافياً يثقل حركتها ومن ثم يعرقل وصولها إلى البيضة؛ وغني عن الذكر أن وظيفة النواة تتلخص في إسهام الأب بنصف جينات الجنين المتشكل. يرسل المريكز البعيد سوطاً يخرج من جسم النطفة، وتتراجع السيتوبلاسما تاركة قشرة رقيقة وحسب تحيط بالنواة وبالسوط؛ ويسهم المريكز البعيد في تشكيل الحلقة الطرفية التي تتوضع على محيط السوط، ويتركز توضع الكوندريات، في القطعة المتوسطة، بين المريكز البعيد والحلقة الطرفية، وإن مجمل هذه التغيرات يؤدي إلى تشكل النطفة الوظيفية.
الشكل (3) النطفة الناضجة عند ا لإنسان
بنية النطفة الحيوانية وخصائصها: حققت النطفة في الزمر الحيوانية المختلفة، بدءاً من الإسفنجيات حتى مفصليات الأرجل والثدييات، في مراحل التطور، شكلاً يدعو للدهشة في ثبات ملامحها الأساسية. ومع الاختلاف الكبير في حجم النطفة في الزمر الحيوانية المختلفة، يمكن تمييز أربعة أقسام دوماً، هي: الرأس، والعنق، والقطعة المتوسطة، والذيل، الشكل (3).
يتألف رأس النطفة من النواة، ويحيط بها من الناحية العلوية الجسيم الطرفي الذي يتكون أساساً من أجسام غولجي التي تقوم بدور مهم في الفاعلية الإفرازية للخلية، إذ إنها تركب أنزيمات تحل أغشية البيضة، لتشكل ممراً تصل عبره النطفة إلى داخل البيضة لإخصابها. وتتألف مقدمة الجسيم الطرفي من بنية غشائية هي القلنسوة الرأسية الأكروسوم acrosom؛ ويكون الليف في القطعة المتوسطة محاطاً بعدد من الكوندريات التي تتوضع توضعاً حلزونياً بدءاً من المريكز البعيد، وهي تختص بتزويد النطفة بالطاقة اللازمة لحركتها وحياتها، عن طريق تفاعلات الفسفرة التأكسدية.
يكون هذا النمط من الأعراس الذكرية في الثديِيَّات، وفي كثير من المجموعات الحيوانية الأخرى. ومع ذلك فقد وُصِفَتْ أشكال أخرى للعروس الذكرية. تحمل نطاف البلاناريا سوطين، وتحمل نطاف البرمائيات Amphibiens على طول السوط غشاءً متموجاً، في حين تكون نطاف القشريات، والصَفَر (الأسكاريس) والحشرات (كالأرضة Termites )، من دون سياط، فهي تنقل بحركات متحولية.
وتتباين أبعاد النطاف، فيراوح طولها عند الثديِيَّات بين 40 و250 مِكروناً، إذ تقيس نطفة الحوت 40 مكروناً، ويصل طول نطفة الهامستر إلى 250 مكروناً. وتُعَدّ نطفة الأَرَضَة الأصغر حجماً، إذ لا يتجاوز طولها 1.5 مكروناً، ويكون طول نطفة غشائيات الأجنحة من الحشرات كبيراً حتى يبلغ 12 ميلمتراً.
تستمد النطاف حركتها من الطاقة التي تنتجها الكوندريات الغزيرة التي تتوضع حلزونياً في المنطقة المتوسطة من النطفة. وتصل هذه الحركة حدها الأعظم في أثناء دفق المني éjaculation، وذلك نتيجة إفرازات الحويصلات المنوية والبروستات، التي تُزَوِّد النطاف بالطاقة اللازمة للسباحة في مهبل الأنثى.
تعبر النطاف مسافات متفاوتة داخل الطرق التناسلية؛ فهي تجتاز مسافة 3 أمتار تقريباً عند الخنزير، و6 أمتار عند الإنسان، و40 متراً عند الثور. وفي الدرجة 37 مئوية، تقطع نطفة الثور مسافة تقدر بـ 72 مكروناً في الثانية، وتتقدم نطفة الإنسان مسافة تراوح بين 35 و50 مكروناً في الثانية في درجة الحرارة نفسها.
وتؤثر عوامل عدة في نشاط النطاف، وقد استبعدت الدراسات الحديثة أيَّ أثر مهم لقيمة الباهاء pH، لكن تبدي النطاف نشاطاً طبيعياً عندما تراوح قيمة الباهاء بين 5 و10، وتمثل القيمة 7.5 القيمة المثلى لهذا النشاط. وتبدي شوارد الكلور تأثيراً ساماً على فاعلية النطاف، بينما تُفَعِّل شوارد المغنزيوم تحركها، وتُنقِص شوارد الكالسيوم من هذا التحرك، وتُخِل الشوارد السامة بالاستقلاب، فتؤدي إلى كبح بعض التفاعلات الأساسية.
وتختلف مدة حياة النطاف داخل الطرق التناسلية الأنثوية كثيراً باختلاف الأنواع، إذ تراوح هذه الفترة بين 22 و30 ساعة عند الخنزيرة، و28 ساعة عند البقرة، و30 ساعة عند الأرنبة، و30 - 36 ساعة عند النعجة، ويومين عند الكلبة، و5 ـ 6 أيام عند الفرس. وتبقى نطاف الطيور حية مدة 2ـ3 أسابيع، وتصل هذه المدة إلى شهر عند أنثى البط، وتُخَزِّن النحلة التي تلقح مرة واحدة في حياتها التناسلية، نطافَها داخل عضو خاص يسمى حافظة النطاف spermathèque تحفظ فاعليتها مدة قد تزيد على 2ـ 3 سنوات.
وتتراجع مدة حياة النطاف، خارج جسم الكائن الحي، فتصبح قصيرة، فهي لا تتجاوز عامة بضع ساعات حتى بضع ثوانٍ كما في الأسماك العظمية. وتتطلب هذه الحياة القصيرة للنطاف خارج الجسم تقنية خاصة لحفظ النطاف المخصصة للإخصاب الاصطناعي، التي يجب أن تكون حية وتحتفظ بقدرتها على الإخصاب.
ويعادل دَفق الرجل من السائل المنوي نحو 3.5 سم3 حيث يحوي الميلمتر المكعب الواحد 100000 نطفة، ويكون عدد النطاف الإجمالي 35 × 10 7 نطفة.
العوامل المعدلة لتَكَوُّن النطاف الحيوانية: تتأثر عملية تَكَوُّن النطاف ببعض العوامل البيئية والفيزيولوجية. تتدخل الحرارة، مثلاً عند الثديِيَّات، في عملية تكوُّن النطاف. إذ يحتاج تَكَوُّن النطاف غالباً إلى درجة حرارة أقل من درجة حرارة الجسم، لذلك فإن نزول الخصى إلى كيس الصفن خارج الجسم يحقق هذا الانخفاض الضروري في درجة الحرارة، ويؤمن للنطاف درجة الحرارة المثلى لتطورها. وإن بقاء الخصى داخل الجسم، أو التعرض إلى درجة حرارة عالية من مصدر خارجي، يؤثر سلباً في إنتاج النطاف، فينتج من ذلك تَنَكُّس الخلايا الجنسية ومن ثم العقم. كما يؤدي ارتداء الرجال للسراويل الضيقة والمقفلة من الأسفل الخاصة بركوب الخيل إلى تراجع عدد النطاف، ويقلل من قدرتها على الإخصاب.
وتؤثر الأشعة الإيونية، مثل أشعة X، في هذه العملية، إذ تحرض جرعة مقدارها 250 راد من أشعة X العقم البشري لمدة عام، ويكون هذا العقم نهائياً عندما تصل هذه الجرعة إلى ما بين 500 ـ 600 راد، إضافة إلى أن الإشعاعات تمثل عوامل مُطَفِّرة.
ويؤدي التسمم بالنفتلين أو بالزرنيخ أو بأملاح الكادميوم إلى تشوهات خطيرة في النطاف. ويتطلب تَكَوُّن النطاف الطبيعي وجود الحموض الدسمة، والفيتامين A وE، ولذلك يؤدي الحرمان من هذين الفيتامينين إلى توقف تشكل النطاف.
كما تتأثر عملية تَكَوُّن النطاف ببعض العوامل الفيزيولوجية مثل الحاثات، فالمعروف أن الوطاء hypothalamus عند الذكر يفرز هرمونات تنبه الغدة النخامية لإفراز الحاثة المنبهة للجريب FSH التي تحث على تشكيل النطاف، وحاثة التَلَوْتُن LH التي تنبه الخلايا الجريبية في الخصيتين لإفراز التستوسترون الضروري لنمو الخلايا المكِّونة للنطاف وانقسامها.
نطاف النباتات: سبقت الإشارة إلى نمط الإخصاب المتماثل الذي يحدث عند بعض الفطريات والطُحلُبيَّات، في حين يكون الإخصاب عند باقي النباتات من النمط المتغاير.
يبدو عضو التناسل الذكري الناضج عند البريويات، على شكل دبوس يتألف من جدار خلوي يحيط بالعديد من الخلايا التي تتحول كل واحدة منها إلى نطفة، ذات شكل حلزوني مزودة بسوطين تسبح في الماء لتصل إلى البويضة. وعند جميع التريديات (النباتات الوعائية اللازهرية)، تحمل طليعة المَشَرَة prothalle مناطفاً anthéridies يتحرر منها عدد قليل من النطاف. وتكون النطاف مجهَّزة بعدد كبير من الأهداب، عدا أرجل الذئب lycopodes والسيلاجينيلا selaginelles التي تملك نطافاً ثنائية السياط مثل البريويات.
كما أن ذكر مثالين من عريانات البذور أحدهما بدائي (الجنكو) والآخر متطور (الصنوبر)، يسمح بمعرفة الأنماط التكاثرية المميزة للنباتات الزهرية جميعها مثل حب الطلع pollen والبويضة والبذرة غير المحاطة تماماً بأي غلاف. يراوح قطر حبة الطلع في نبات الجنكو بين 25 و30 ميكروناً، وتتكون من أربع خلايا هي: خلية قاعدية basale، وخلية قدم pied، وخلية مولدة للنطاف gamétogène، وخلية إعاشية végétative أكبر حجماً من الخلايا الأخرى. تنقسم الخلية المولدة للنطاف عند انتاش حبة الطلع، وتعطي خلية استنادية وخلية نطفية تنقسم في ذاتها إلى نطفتين متحركتين بوساطة مجموعة من السياط. وتلاحظ الأحداث نفسها عند الصنوبريات، إلا أن النطاف تكون مجهرية ومجردة من السياط، لذلك ترسل حبة الطلع أنبوباً يدخل ببطء إلى داخل النبات العروسي الأنثوي، ويصل إلى البويضة بعد نحو أربعة أشهر فيخصبها.
عند مغلفات البذور التي تشكل النباتات السائدة حالياً على سطح الكرة الأرضية، تتألف حبة الطلع الناضجة من خليتين: خلية إعاشية وخلية مولدة للنطاف. تنقسم الخلية المولدة للنطاف إلى نطفتين، تحوي نواة كل منهما عدداً فردانياً من الصبغيات، وتتشكل النطاف غير المتحركة، التي تصل إلى البيضة عبر أنبوب حبة الطلع.
الشكل (4) مقطع في المبيض عند المرأة يبين مراحل تكوُّن البيضة
تَكَوُّن البييضة الحيوانية: يبدأ تكوُّن البيضة من الخلية البيضية من الدرجة الأولى ذات العدد (ن) من الصبغيات. وفي أثناء الأسابيع الأولى من عمر الجنين يحوي كل مبيض نحو سبعة ملايين خلية بيضية، تحاط كل واحدة منها بصف واحد من الخلايا الجريبية لتشكل الجريب الابتدائي، ومنذ الشهر الثالث من عمر الجنين يتنكس عدد كبير من الخلايا البيضية، ويمكث الباقي ساكناً حتى مرحلة البلوغ، عندها تنمو بضع جريبات ابتدائية دورياً، ويتحول أحدها فقط إلى جريب أولي. تتكاثر الخلايا الجريبية المحيطة بالمنسلية البيضية، وتشكل عدة طبقات حولها، ويتطور الجريب الابتدائي إلى جريب أولي. تفرز الخلايا الجريبية سائلاً يملأ الفضوات التي تفصل بينها، ثم تجتمع هذه الفضوات لتشكل جوفاً كبيراً يسمى الجوف الجريبي؛ وتبدأ الخلية البيضية بالابتعاد عن المركز وتحاط، مع ما حولها من خلايا، بالغشاء الشفيف، ويتكون ما يسمى بالجريب الثانوي. تستمر الخلايا الجريبية بالتكاثر، ويكبر الجوف الجريبي، وتبتعد الخلية البيضية عن المركز أكثر فأكثر، وتصبح منطمرة في مجموعة من الخلايا الجريبية التي يطلق عليها اسم الركام حامل البيضة cumulus oophorus. تتوضَّع الطبقة الداخلية من خلايا الركام حامل البيضة، التي تكون على تماس مع الغشاء الشفيف zoha pellucida، توضعاً شعاعياً، وتشكل ما يسمى الإكليل المشع corong radiata، ويتحول الجريب الثانوي إلى جريب دوغراف De Graaf. ينضج هذا الجريب تحت تأثير هرمونات الغدة النخامية، ويبرز على سطح المبيض، وينفجر فيما بعد لتخرج البيضة إلى مستوى البوق في حادثة الإباضة ovulation، الشكل (4).
يحدث الطور الأول من الانقسام الاختزالي الأول وحسب في أثناء مرحلة نمو الخلية البيضية، بينما تنجز بقية الأطوار بعد الإخصاب. في نهاية هذا الانقسام، تتحول الخلية البيضية من الدرجة الأولى إلى خلية بيضية من الدرجة الثانية ذات العدد (ن) من الصبغيات، وكرية قطبية أولى ذات العدد (ن) من الصبغيات. تتنكس الخلية البيضية من الدرجة الثانية وتزول إذا لم يحدث الإخصاب، أما إذا أخصبت فإنها تخضع للانقسام الاختزالي الثاني، لتعطي خليتين؛ إحداهما: كبيرة هي أرومة البيضة، والثانية: صغيرة هي الكريه القطبية الثانية. تطرح الكرية القطبية الأولى عند الثدييات لدى الإباضة، ويؤدي دخول النطفة إلى الخلية البيضية من الدرجة الثانية إلى طرح الكرية القطبية الثانية، ويصبح انصهار نوى العروسين ممكناً، ثم تزداد فعالية الاستقلاب فيتشكل المح والشحميات، والشحميات الفوسفورية، والبروتينات والبروتينات الفوسفورية.
وإضافة إلى المح والمواد الادخارية الأخرى، تتضمن السيتوبلاسما عدداً من البنى يذكر منها خاصة، الحبيبات القشرية، والجسيمات الريبية، والجسيمات الكوندرية، والمواد الموجهة للتمايز، مما يسمح باستمرار حياة الجنين بعد الإخصاب.
خصائص البُيَيضات: تكون مدة حياة البييضات أقصر من مدة حياة النطاف، فهي تراوح بين بضع ثوان وبضع دقائق عند الحيوانات المائية، وتصل إلى حدها الأعظم عند الكأسيات Ascidie (اقميصيات Tunicier) حيث تصل إلى ما بين 2 و3 ساعات، لكن لاتتجاوز مدة حياة بييضة الثدييات بعد الإباضة اليوم الواحد عند الإنسان، و2ـ 4 ساعات عند الفرس، و4ـ 8 ساعات عند الفأرة.
وتختلف أبعاد البييضات وفقاً لمحتواها من المح: فيبلغ قطر البييضة الفقيرة بالمح نحو 0.1ملم، ويصل هذا القطر إلى 1ملم في البييضات التي تحوي القليل من المح، ويمكن أن يصل إلى 1سم أو أكثر (7.5سم عند النعامة) في البييضات الغنية جداً بالمح.
تُنتَج البييضات بغزارة تقل عن النطاف، إذ تبيض الضفدعة 2000ـ 4000 بيضة في العام، وتضع أنثى الصفر (الأسكاريس) 60 مليون بيضة.
الأعراس الأنثوية النباتية:
يعد الرَّحِم archégone عضواً مهماً ظهر بدءاً من البريويات. ويبدو الرحم على شكل قارورة تتألف من قسمين؛ الأول: منتفخ ويسمى البطن، ويحيط بالبيضة الكروية oosphère، والثاني: يسمى العنق يحوي مادة مخاطية تحوي السكروز تقوم بدور مهم في جذب النطاف نحو البيضة الكروية.
وتبدو المنطقة البطنية للأرحام عند السراخس مغموسة داخل نسيج طليعة المشرة، ويحوي العنق حمض التفاح الذي يمارس تأثيراً جاذباً على النطاف.
وعند عريانات البذور، تتشكل الزهرة المؤنثة في الفترة نفسها التي تتشكل فيها الزهرة المذكرة، ويلاحظ في إبط ورقة الجنكو معلاق ينتهي ببويضتين ovules، يحيط بكلٍّ منهما حلقة تسمى القدح cupule. تتألف البويضة من لحافة واحدة فقط تشكل في أعلاها فوهة تدعى بالكوة، وتحيط اللحافة بنسيج مغذ يدعى النوسيل، يوجد في وسطه نسيج مغذٍ آخر يدعى السويداء أو طليعة المشرة المؤنثة، يعلوها منقار colonne تتوضع على طرفيه الأرحام (2-4 أرحام). يتألف كل رحم من عنق رباعي الخلايا وخلية البطن، وخلية البويضة الكروية oosphère. أما في الصنوبر، فتتكون الزهرة الأنثوية من حرشفة تشكل خباءً مفتوحاً واحداً تتوضَّع على سطحه العلوي بويضتان، وتحت الحرشفة توجد وريقة صغيرة تدعى القنابة. وتتألف البويضة أيضاً من اللحافة والنوسيل. والسويداء أو طليعة المشرة المؤنثة التي تتوسط البويضة، وتضم نحو30 نواة حرة لا توجد فيها أي جدر خلوية، وتتوضع الأرحام في قمة هذه المشرة.
ويحوي المبيض في مغلفات البذور البويضات التي ترتكز إلى ما يسمى بالمشيمة، إذ تكون البويضة صغيرة مقارنة مع البويضة في عريانات البذور، فلا تتجاوز أجزاء من الميلمتر. تحاط كل بويضة بلحافتين: خارجية وداخلية تتركان فتحة هي الكوة، تحتهما نسيج مغذٍ يدعى النوسيل. تخضع إحدى خلايا النوسيل، إلى انقسام اختزالي، وتعطي أربع خلايا فردانية العدد الصبغي، تنمو واحدة منها لتعطي الكيس الجنيني، بينما تتنكس الخلايا الثلاث الأخرى وتتلاشى، وتنقسم نواة الكيس الجنيني ثلاث مرات، ينتج منها ثماني خلايا. يتوضع ثلاث منها في القطب العلوي القريب من الكوة، وتكون الوسطى الأكبر حجماً، وتشكل العروس الأنثوية أو البيضة الكروية، وعلى جانبيها خليتان مساعدتان لا تمارسان أي أثر في التكاثر. وفي القطب المقابل تتوضَّع أيضاً ثلاث خلايا فردانية العدد الصبغي هي الخلايا القطبية. بينما تتوضَّع الخليتان الباقيتان في مركز الكيس الجنيني، لتشكل النوى الإضافية التي سوف تتدخل في تشكل الألبومين.

## روابط خارجية
- Micrograph of a primary oocyte and follicle of a monkey نسخة محفوظة 5 أكتوبر 2018 على موقع واي باك مشين.